# Sulamith

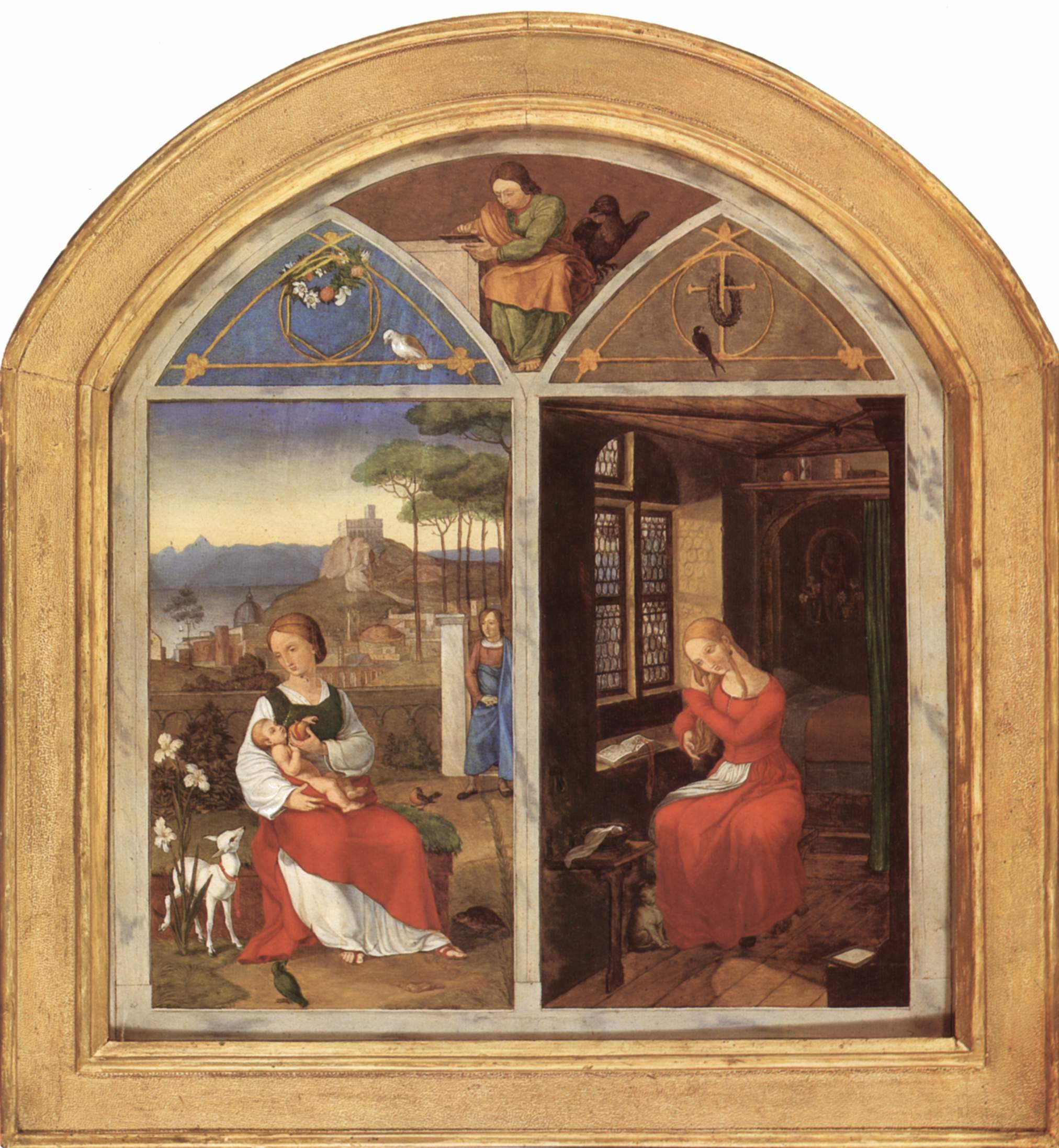
Franz Pforr, Maria und Sulamith (1811), Sammlung Georg Schäfer, Schweinfurt

Sulamith ist ein weiblicher Vorname hebräischen Ursprungs. Er geht auf die in Hohelied 7,1  genannte Sulamith zurück. Prominent griff Paul Celan sie in seiner Todesfuge auf, was Anselm Kiefer in mehreren Gemälden bearbeitet.

## Herkunft und Bedeutung
Die Etymologie des Namens Sulamith, hebräisch שׁוּלַמִּית šūlammît, lässt sich nicht mit Sicherheit klären. Folgende Möglichkeiten werden in der Forschung diskutiert:
- Gentilname „die Frau aus Schulem“. Dafür spricht der Gebrauch des Artikels, jedoch ist dem Alten Testament kein Ort namens Schulem bekannt, dafür jedoch Shunem (Variante: Sulem), somit vielleicht "Sunamitin", Frau aus Shunem.
- feminines Appellativum von Salomo: „Die Salomonin“. Problematisch jedoch ist die Vokalisation – zu erwarten ist שְׁלֹמִית šǝlōmît.
- Epitheton von Salem, einem vielleicht mythischen Namen für Jerusalem: „Die Jerusalemiterin“. Diese Deutung passt zum urbanen Setting des Hoheliedes, jedoch wirft sie die Frage auf, weshalb Sulamit die Stadt als Bedrohung wahrnimmt und weshalb sie mit Jerusalem verglichen wird.
- Ableitung von שׁלם šlm: „die Wohlbehaltene, die Vollkommene, die Makellose“. Diese Deutung steht im Einklang mit Beschreibungen des Geliebten der Sulamit als „makellos“ und „schönste der Frauen“ (Hld 1,8 EU u. ö.).
- Qual Passiv von שׁלם šlm - vom Frauennamen Mĕšullemet unter Wegfall des Präformativs מ m: „Die Friedfertige“

## Varianten
Vom Namen שׁוּלַמִּית šūlammît existieren verschiedene Varianten in lateinischer Schrift:
- Sulamith
- Sulamit
- Schulammit
- Shulamit
- Shulamith

Die Vulgata schreibt den Namen Sulamitis, in der Septuaginta lautet der Name Σουμανεῖτις Sumaneitis (Codex Vaticanus) oder Σουλαμιτις Sulamitis (Codex Alexandrinus).

## Bekannte Namensträgerinnen

### Vorname
- Schulamit Aloni (1927–2014), israelische Rechtsanwältin, Menschenrechtspolitikerin, Schriftstellerin und Politikerin
- Sulamith Israilewna Anbinder (1904–1977), sowjetische Bildhauerin
- Shulamit Arnon (* 1929), israelische Lehrerin und Autorin
- Shulamit Bat-Dori (1904–1985), Regisseurin, Dramaturgin und Theaterschauspielerin
- Shulamith Firestone (1945–2012), kanadisch-US-amerikanische Soziologin und Feminismus-Theoretikerin
- Shulamit Michaeli-Goldberg (* 1955), israelische Mikrobiologin und Hochschullehrerin
- Sulamith Goldhaber (1923–1965), österreichisch-amerikanische Nuklearphysikerin
- Shulamit Kishik-Cohen (1917–2017), israelische Spionin
- Schulamit König (* 1930), israelische Menschenrechtlerin
- Schulamit Lapid (* 1934), israelische Schriftstellerin
- Schulamit Levenberg (* 1969), israelische Biologin und Hochschullehrerin
- Shulamit Michaeli-Goldberg (* 1955), israelische Mikrobiologin und Hochschullehrerin
- Shulamit Ran (* 1949), israelisch-amerikanische Komponistin und Musikpädagogin
- Shulamit Reinharz (* 1946), aus den Niederlanden stammende US-amerikanische Soziologin
- Shulamith Shahar (1928–2025), israelische Historikerin
- Shulamit Volkov (* 1942), israelische Historikerin
- Sulamith Wülfing (1901–1989), deutsche Künstlerin und Illustratorin

### Kunstfiguren
- Sulamith, die Geliebte im Hohelied des Salomon
- Sulamith, in Paul Celans Todesfuge die Repräsentantin für die jüdischen Opfer
- Abraham Goldfadens Melodram Sulamith oder Tochter Jerusalems (1889)
- Sulamith, Name eines jüdischen Mädchens, das im Gedicht „Über die verbrannte Jüdin“ der polnischen Dichterin Halina Poświatowskas angesprochen wird
- Sulamith, Hauptfigur in dem gleichnamigen deutschen Spielfilm (1917) von Eugen Illés mit Ica von Lenkeffy in der Rolle der Sulamith